# New Kent (Virginia)
New Kent település az Amerikai Egyesült Államok Virginia államában, New Kent megyében, melynek megyeszékhelye is. Lakosainak száma 739 fő (2020. április 1.).

## Népesség
A település népességének változása:

| 2010 | 239 |
| 2020 | 739 |